# 今夜はアイ・ヤイ・ヤイ!
「今夜はアイ・ヤイ・ヤイ!」（こんやはアイ・ヤイ・ヤイ、Ay Ay Ay Ay Moosey）は、イギリスのバンド、モダン・ロマンスのシングル。バンドにとって、1981年の2曲目の全英シングル・チャート入りのヒットとなり、最高10位まで上昇した。WEAから7インチ・シングルと12インチ・シングルがリリースされた。このシングルは、ドイツ、日本、オランダでもリリースされ、プロデュースは、ジェフリー・ディーンとデイヴィッド・ジェイムズに、ノーマン・ミゲル (Norman Mighell) が加わった。

## フォーマット
7インチ・シングル（イギリス）
- Ay Ay Ay Ay Moosey
- Tear the Roof Off the Moose

12インチ・シングル（イギリス）
- Ay Ay Ay Ay Moosey
- Moose on the Loose [Disco Mix]
- Tear the Roof Off the Moose [Dub Discomix]

7インチ・シングル（ドイツ）
- Ay Ay Ay Ay Moosey
- Moose on the Loose

12インチ・シングル（ドイツ）
- Ay Ay Ay Ay Moosey
- Everybody Salsa

7インチ・シングル（日本）
- 今夜はアイ・ヤイ・ヤイ! (Ay Ay Ay Ay Moosey)
- レッツ・ゴー・サルサ (Everybody Salsa)

7インチ・シングル（オランダ）
- Ay Ay Ay Ay Moosey
- Moose on the Loose

## 歴史
「今夜はアイ・ヤイ・ヤイ!」は、オリジナルはイギリスでヒットした1981年のモダン・ロマンスによる楽曲で、彼らのデビュー・アルバム『ロマンティックな冒険者』(Adventures in Clubland) に収録された「クラブランド・ミックス (Clubland Mix) という4曲を連ねたトラックの一部であり、このトラックには「レッツ・ゴー・サルサ (Everybody Salsa)」、「ムーズ・オン・ザ・ルーズ (Moose on the Loose)」、「サルサ・ラプソディー (Salsa Rappsody)」も盛り込まれていた。このシングルは、モダン・ロマンスの新しいドラマー、アンディ・キリアコ (Andy Kyriacou) が初めて登場した作品であった。また、このシングルは、1983年の『Party Tonight』や2006年の『Modern Romance: The Platinum Collection』といったコンピレーション・アルバム にも収録されている。また、1985年にモダン・ロマンスが最後のシングルとして出した、バンドの大ヒット曲の抜粋を連ねた「Best Mix of Our Lives」の冒頭にも盛り込まれている。

## チャート
- 全英シングル・チャート #10[2]

## パーソネル
- ジェフ・ディーン - ボーカル
- デイヴィッド・ジェイムズ - ベース
- ロビー・ジェイムズ - シンセサイザー
- ポール・ジェンドラー - ギター
- アンディ・キリアコ - ドラムス
- デイヴィッド・ジェイムズ、ジェフ・ディーン、ノーマン・ミゲル - プロデューサー